# Phlebozemia
Phlebozemia là một chi bướm đêm thuộc phân họ Tortricinae của họ Tortricidae.

## Các loài
- Phlebozemia sandrinae Diakonoff, in Diakonoff, Ulenberg & Vari, 1985